# Dachsbräu
Die Brauerei Dachsbräu ist eine seit 1879 bestehende Brauerei in Weilheim (Oberbayern) mit einem Jahresausstoß von etwa 8.500 Hektolitern.

## Geschichtliches
Die Brauerei Dachsbräu wurde 1879 vom Münchner Bierbrauer Georg Dachs (zuvor Gabelsbergerstraße 61 in München) in Weilheim gegründet.
Georg Dachs kaufte hierzu ein landwirtschaftliches Anwesen mit zugehörigem Grund „Am Saliteranger“, das versteigert wurde. Bereits im Gründungsjahr produzierte Dachs Weizenbier und Braunbier. Da die Enkel des Brauereigründers im Zweiten Weltkrieg fielen, heiratete die verwitwete Berta Dachs ihren zweiten Ehemann Gustl Beck, der den Betrieb in den Nachkriegsjahren sicherte. 1956 wurde in ein weltweit erstes mit Heißwasser beheiztes Sudwerk der Firma Steinecker (heute: Krones AG) in Freising investiert, die Technologie ist heute Stand der Technik.
In den 1970er-Jahren kam Becks Neffe Braumeister Ulrich Klose in den Betrieb und 1973 wurde eine neue Flaschenfüllerei gebaut.
Im Jahr 2018 gewann der Dachsbräu mit seinem „Weilheimer Festbier“ die Goldmedaille des European Beer Star Awards in der Kategorie „German Style Festbier“ sowie die Silbermedaille in der Verbraucherauszeichnungs-Kategorie „Consumer’s Favourite“.
Heute ist die Brauerei die letzte Weilheims. Aufsehen erregte Dachsbräu insbesondere mit der vehementen Befürwortung des Dosenpfands.

## Biere
- Ulimator (Dunkler Doppelbock)
- Dunkel
- Hell
- Weilheimer Festbier
- Weilheimer Jubiläumsbier
- Weilheimer Urhell
- Leichtes Hefeweizen
- Weizen
- Maibock (Heller Bock)
- Weizenbock[5]